# Bohnenstroh

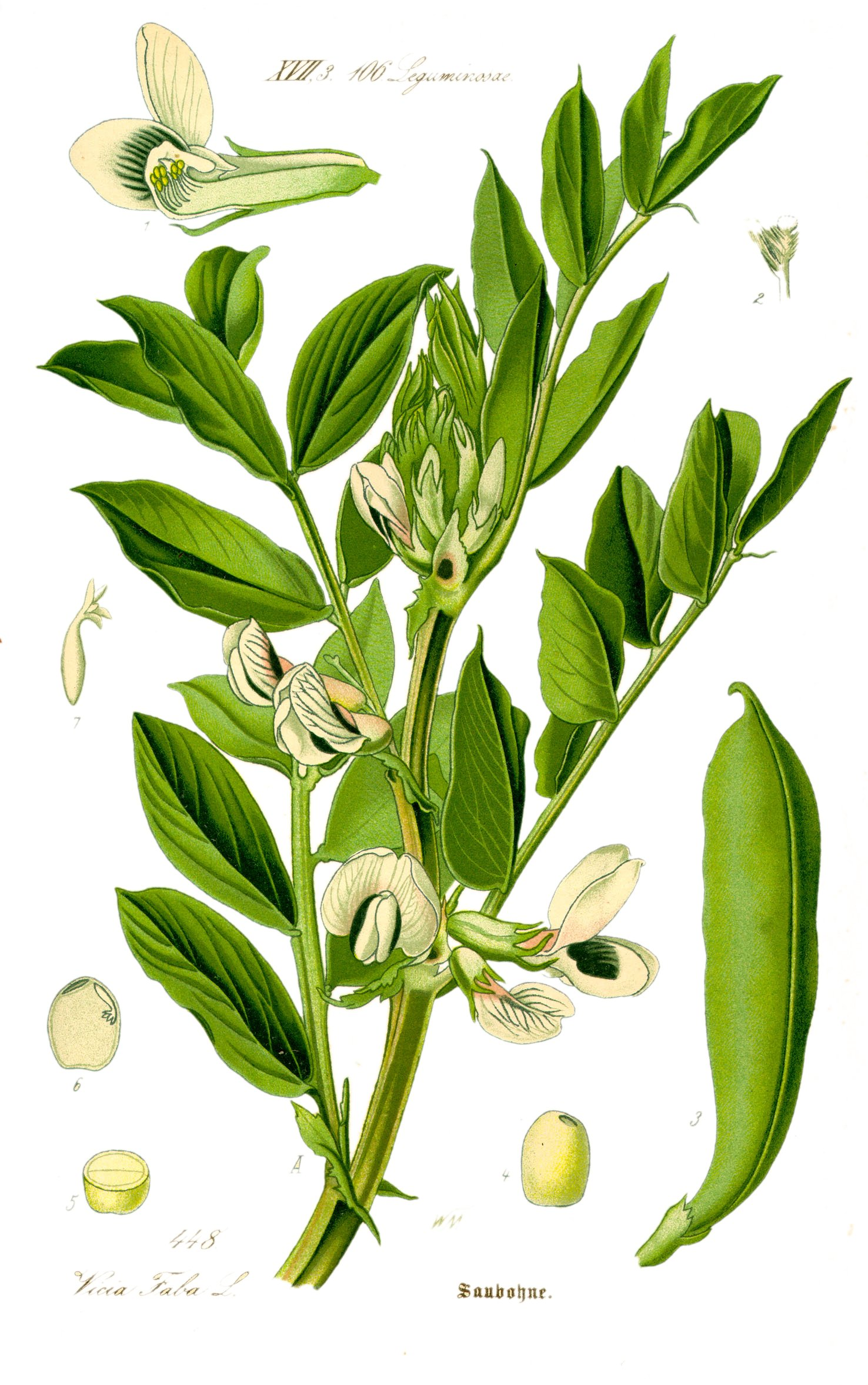
Ackerbohne

Bohnenstroh ist das Stroh, also getrocknete, ausgedroschene Hülsen, Halme und Blätter, von Bohnenpflanzen.

## Verwendung
Die Nutzung des Bohnenstrohs ist bis vor unsere Zeitrechnung zurückzuverfolgen. Für das antike römische Hirtenfest Parilia wurde Bohnenstroh für die rituellen Zeremonien verwendet. Der römische Geschichtsschreiber und Staatsmann Marcus Porcius Cato der Ältere (234 v. Chr. – 149 v. Chr.) berichtete von der Kompostierung von Bohnenstroh gemeinsam mit Getreidestroh, Laub und Lupinen zur Düngung von Weinpflanzen. In Mitteleuropa wird Bohnenstroh, hauptsächlich das der Ackerbohne, spätestens seit dem Mittelalter genutzt. Dabei kommt es vor allem in der Landwirtschaft als Futter und als Düngung zum Einsatz. 
Bohnenstroh ist sehr nährstoffreich, aber sehr zäh und holzig, was zur Verwendung als Viehfutter aufgrund der schlechten Verdaulichkeit eine vorherige Verarbeitung notwendig macht. Außerdem ist es relativ anfällig für Pilzschädlinge. Zumeist wurde das Bohnenstroh sehr klein gehäckselt und anderem Futter beigemengt, oder die Nährstoffe wurden vor der Fütterung ausgelöst. Bohnenstroh wurde hauptsächlich an Rinder, Schafe und Pferde verfüttert. Vereinzelt wurde im Backofen nachgetrocknetes Bohnenstroh gemahlen und, zumeist vermischt mit zusätzlichen Nährstoffen, als Kraftfutter an Milchkühe verfüttert.
Der hohe Stickstoffgehalt des Bohnenstrohs bedingt seine Eignung als Dünger. Bei der Ernte mittels Mähdrescher zerkleinertes Bohnenstroh wird dabei entweder direkt auf den Feldflächen liegen gelassen oder in den Acker untergegraben. Im 18. Jahrhundert berichtete Johann Georg Krünitz von der Düngung von Kohlfeldern mit verbranntem Bohnenstroh, wobei selbiges direkt auf dem Feld verbrannt und die Asche untergegraben wurde. Diese Methode sollte sowohl der Fruchtbarkeit des Bodens, als auch der Verdrängung des Erdflohs dienen.
Zu Beginn des 19. Jahrhunderts wurde Bohnenstroh als Ersatz für Hanffasern genutzt. Untersuchungen bewiesen die Eignung von Bohnenstroh-Fasern zum Beispiel zur Herstellung von Papier und Fäden. Die Ausbeute an Fasern aus Bohnenstroh wurde mit der aus Hanf quantitativ und qualitativ gleichgestellt, war jedoch weniger kostenintensiv.
Verbranntes Bohnenstroh fand früher auch in der Volksmedizin Anwendung. Eine aus der Asche des Strohs bereitete Lauge wurde als Heilmittel bei Nervenleiden und Wassersucht eingesetzt. Die Lauge aus Bohnenstrohasche wurde außerdem, mit frischen Kuhmist versetzt, zum Bleichen von Leinen verwendet.

## Dumm wie Bohnenstroh
Die Redensart „dumm wie Bohnenstroh“ rührt aus der Zeit, als sich die Bevölkerung ihre Bettstätten mit Strohsäcken oder mit strohgefüllten Matratzen ausstattete. Sehr arme Menschen konnten sich Getreidestroh nicht leisten und griffen deshalb auf das günstigere und meist sowieso reichlich vorhandene, derbere Bohnenstroh zurück. Es entwickelte sich der Ausspruch „grob wie Bohnenstroh“, der sich im Laufe der Zeit zu „dumm wie Bohnenstroh“ wandelte. Die Redensart ist außerdem ein Hinweis auf die frühere Gleichsetzung von Armut mit fehlender Bildung und dadurch mangelnder Intelligenz.

## Sonstiges
Die Landwirtschaftskammer Schleswig-Holstein veröffentlichte 2011 einen Bericht über die Nutzung von siliertem Bohnenstroh zur Biogas-Produktion mit dem Ergebnis, dass diese Verwendungsart des Bohnenstrohs den Anbau von Ackerbohnen deutlich rentabler gestaltet. Am Naivashasee, etwa 70 Kilometer nördlich von Nairobi in Kenia, wurde 2014 durch ein Unternehmen aus dem niederbayerischen Reisbach der Bau einer Biogasanlage begonnen. Die Anlage wurde 2015 eröffnet und wird unter anderem mit Bohnenstroh betrieben.
Die deutsche Country-Band Truck Stop veröffentlichte 1982 eine Single mit dem Namen Das gibt's doch nur in Dallas zu Ehren der US-amerikanischen Fernsehserie Dallas. Der Refrain dieses Titels beginnt mit der Zeile „Bohnenstroh im Cowboyhut – das gibt es nur in Dallas“. Diese Textzeile wurde zudem als Leitsatz einer Sendung des Deutschlandfunks anlässlich des 30. Jahrestags der deutschen Erstausstrahlung der Serie übernommen.
In der modernen Küche werden in dünne Längsstreifen geschnittene, gekochte bzw. frittierte Bohnen ebenfalls als Bohnenstroh bezeichnet und als Beilage beispielsweise zu Fisch, Geflügel oder Fleisch serviert.